# Гейсвілл (Айова)
Гейсвілл (англ. Hayesville) — місто (англ. city) в США, в окрузі Кіокак штату Айова. Населення — 41 особа (2020).

## Географія
Гейсвілл розташований за координатами 41°15′53″ пн. ш. 92°14′52″ зх. д. / 41.26472° пн. ш. 92.24778° зх. д. (41.264710, -92.247700).  За даними Бюро перепису населення США в 2010 році місто мало площу 0,65 км², уся площа — суходіл.

## Демографія
Згідно з переписом 2010 року, у місті мешкало 50 осіб у 24 домогосподарствах у складі 16 родин. Густота населення становила 76 осіб/км².  Було 25 помешкань (38/км²).
Расовий склад населення:
| - 100,0 % — білих |

До двох чи більше рас належало 0,0 %. Частка іспаномовних становила 0,0 % від усіх жителів.
За віковим діапазоном населення розподілялося таким чином: 10,0 % — особи молодші 18 років, 62,0 % — особи у віці 18—64 років, 28,0 % — особи у віці 65 років та старші. Медіана віку мешканця становила 55,3 року. На 100 осіб жіночої статі у місті припадало 92,3 чоловіків;  на 100 жінок у віці від 18 років та старших — 95,7 чоловіків також старших 18 років.
Середній дохід на одне домашнє господарство  становив 41 005 доларів США (медіана — 33 333), а середній дохід на одну сім'ю — 48 825 доларів (медіана — 47 500). Медіана доходів становила 28 750 доларів для чоловіків та 26 250 доларів для жінок. За межею бідності перебувало 12,5 % осіб, у тому числі 0,0 % дітей у віці до 18 років та 31,3 % осіб у віці 65 років та старших.
Цивільне працевлаштоване населення становило 20 осіб. Основні галузі зайнятості: публічна адміністрація — 25,0 %, освіта, охорона здоров'я та соціальна допомога — 20,0 %, роздрібна торгівля — 15,0 %, виробництво — 15,0 %.